# Zawieprzyce
Zawieprzyce (prononciation : [zavjɛˈpʂɨt͡sɛ]) est un village polonais de la gmina de Spiczyn dans le powiat de Łęczna de la voïvodie de Lublin dans l'est de la Pologne.
Il se situe à environ 2 kilomètres au nord de Spiczyn (siège de la gmina), 11 kilomètres au nord-ouest de Łęczna (siège du powiat) et 19 kilomètres au nord-est de Lublin (capitale de la voïvodie).

## Histoire
De 1975 à 1998, le village est attaché administrativement à l'ancienne Voïvodie de Lublin.

Depuis 1999, il fait partie de la nouvelle voïvodie de Lublin.

## Galarie
Autres vues de Zawieprzyce

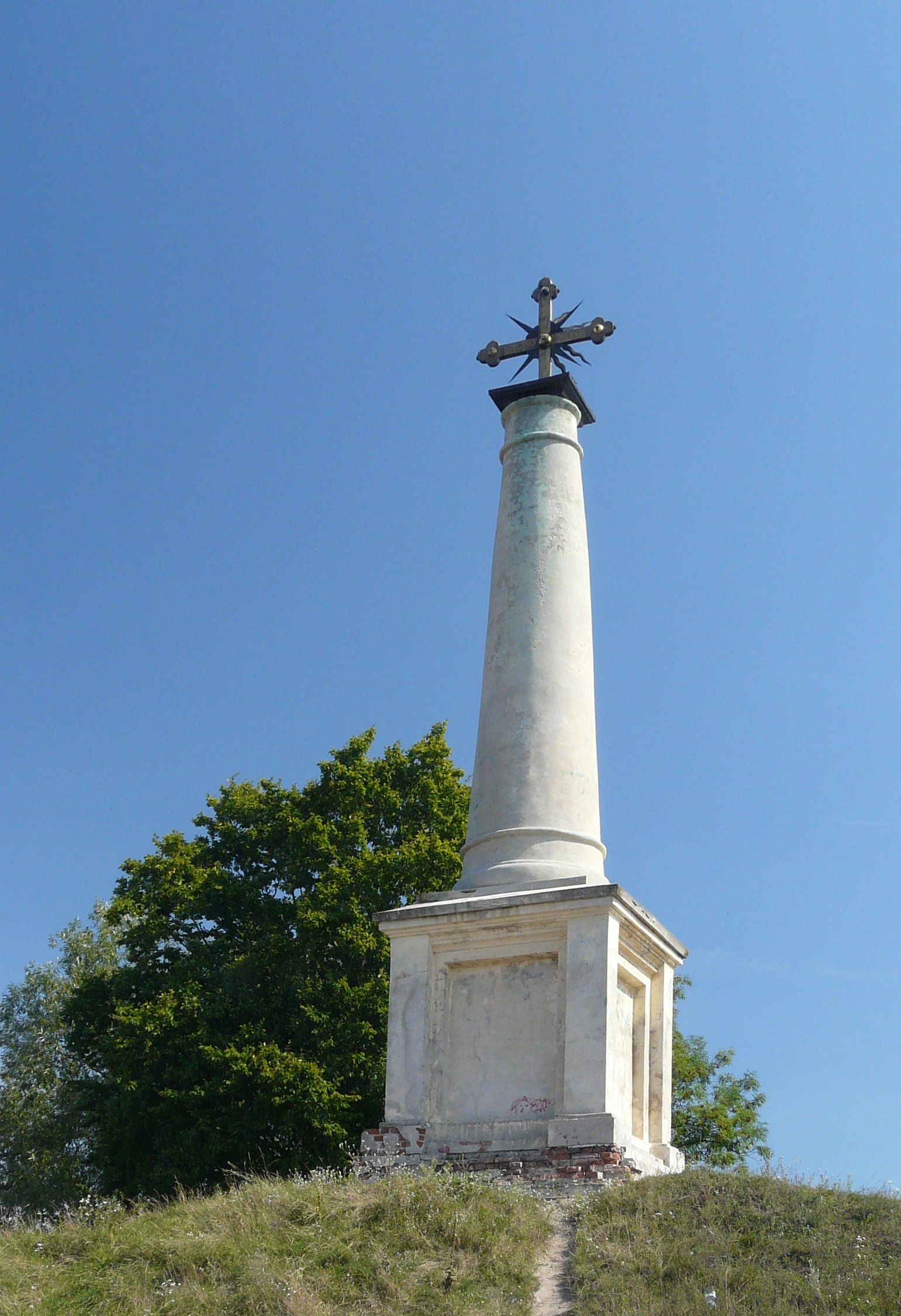
Colonne en face du palais